# 長剣通商
株式会社長剣通商（ちょうけんつうしょう）は、福岡県春日市にある自転車、オートバイの企画・製造・販売を行う企業である。
スクーターブランド「CKファクトリー」に最も力を入れている。もともとはポケットバイクの輸入販売を行っていた。

## 沿革
- 2006年04月―個人にてポケットバイクの輸入販売を開始
- 2007年02月―株式会社長剣通商を設立し法人組織に変更四輪バギー、三輪トライク、カスタムモンキー等の販売開始

- 2008年12月―CKファクトリープロジェクトをスタート、自社ブランドで小型二輪スクーターの開発を開始
- 2009年06月―CKファクトリー小型二輪スクーターの販売を開始
- 2009年10月―CKファクトリーを商標登録
- 2010年02月―販売代理店を募集し全国販売網の構築に取り掛かる
- 2010年07月―日本初、ハイブリッド・スクーター及び150ccスクーターを発売
- 2011年03月―直営店春日市にオープン
- 2011年11月―電動シニアカーの開発を開始
- 2012年11月―全国販売代理店50社突破
- 2012年12月―電動シニアカー販売を開始電動シニアカーの販売を開始

## 取扱い車両
自転車
- HUMMING
- HUMMINGⅡ

スクーター
- RAPTOR
- EAGLE
- RANNER
- FORCE
- TSURUGI
- GERRDY
- LEVITA
- CUTE
- FORTE